# Paul Kiparsky
René Paul Viktor Kiparsky (Helsinki, 28 januari 1941) is een Fins linguïst. Hij is hoogleraar linguïstiek aan Stanford University in Californië. 
Zijn specialiteiten zijn onder meer de historische linguïstiek en het werk van de Sanskriet-geleerde Pāṇini.